# امرأة للحب (فلم)
امرأة للحب  فيلم دراما للمخرج أحمد ضياء الدين عام 1974 وكتب السيناريو والحوار نبيل علام. الفيلم من بطولة محمود ياسين، سهير رمزي، عماد حمدي، محمود المليجي، صفية العمري، وسيد زيان  وتدور أحداثه حول طالب كلية الفنون الجميلة وتخليه عن زميلته وحبيبته مما يدفعها للانتحار، ويعيش الشاب متأثراً بتلك الحادثة ويتلقى العلاج النفسي حيث يقابل حبيبة جديدة تتطور علاقتهم إلى مواقف يائسة لا يمكنه فهمها.
ميزانية الفيلم: 23 الف جنيه مصري.
الايرادات: 7016 جنيه مصري في الأربع أسابيع الأولى بدار سينما أوبرا بالقاهرة.
صدر الفيلم إلى دور العرض المصرية في 19 أغسطس 1974.
منح موقع قاعدة بيانات الأفلام العربية "السينما.كوم" الفيلم درجة 4.1/ 10.

## طاقم التمثيل
محمود ياسين: في دور أحمد (طالب كلية الفنون الجميلة)
سهير رمزي: في دور سعاد (مريضة الأمراض النفسية)
عماد حمدي: في دور محمود
محمود المليجي: في دور الدكتور خيري (طبيب الأمراض النفسية)
صفية العمري: في دور الأرملة الشابة الجميلة
سيد زيان: في دور حنفي (زميل أحمد في الدراسة)
رجاء صادق: في دور صفية (حبيبة وخطيبة حنفي)
فتحية شاهين: في دور والدة أحمد
محمود رشاد: في دور والد أحمد
عفاف الباز: في دور منى (زميلة أحمد وحبيبته)
حافظ أمين: في دور والد صفية
زيزي مصطفى: في دور الراقصة
بالاشتراك مع: كوثر العسال.

## أحداث الفيلم
يلتحق أحمد (محمود ياسين) بكلية الفنون الجميلة، وتنشأ علاقة عاطفية بينه وبين زميلته منى (عفاف الباز)، ولكن في السنة النهائية يتعرف أحمد على الأرملة الشابة الجميلة (صفية العمري) ويشرع في رسم لوحة لها تكون مشروعه للتخرج. يقبل عليها أحمد بصدر رحب عندما يعلم أنها لا تطمع بالزواج للحفاظ على معاش زوجها، وعندما تطلب منه حبيبته منى التقدم لخطبتها، يعتذر لها بإحتياجه لوقت طويل لتكوين مستقبله، ويقطع علاقته بها، وهنا تقدم منى على الانتحار مما يجعل أحمد يشعر بالذنب، ويتخلص من الأرملة الشابة ويعتدي عليها بالضرب، معتبرا أنها السبب. يمتنع أحمد عن الذهاب لكليته، هربا من نظرات زملائه وخصوصا صديقه حنفي (سيد زيان) الذي يراد التخلص من حبيبته صفية (رجاء صادق) مثلما فعل أحمد، ولكن انتحار منى يجعله يسرع بخطبة صفية من والدها (حافظ أمين). يحاول حنفى مساعدة أحمد لدخول الامتحان ويطلب من الأرملة الشابة الحضور للأتيليه ليستكمل رسم لوحتها، مشروع أحمد للتخرج، نيابة عن صديقه، وتوافق الأرملة حبا ورغبة في استعادة أحمد لنفسه. يلجأ والد أحمد (محمود رشاد) للطبيب النفسي خيري (محمود المليجي) لعلاج أحمد من الشعور  بالذنب، وينجح الطبيب في استعادة أحمد لتوازنه، ويحضر امتحان نهاية العام. يلتقي أحمد، خلال جلسات العلاج، المريضة سعاد (سهير رمزي) التي أعجبت به من أول نظرة، وطاردته، وعندما يستدعيه الأستاذ محمود (عماد حمدي) ليرمم له أحد اللوحات، يكتشف أنها لوحة لسعاد، وأنها زوجة محمود، وتخبره سعاد أنها حامل منه، رغم أنه لم يقربها. يلوذ أحمد بالفرار معتقداً أنها مجنونة، غير أن الدكتور خيري يوضح له أن محمود قام بتربية قريبته سعاد صغيرة، وكبرت وشعرت نحوه بحب الأب، فلما نضجت تحول حبها لعاطفة أنثوية فتزوجها رغم فارق السن لحبه الشديد لها، غير أن حادث مأساوى سبب عجزه الجنسي، وعاشا معا 10 سنين، حتى تحركت بداخل سعاد مشاعر الأنثى وغريزة الأمومة، فطلقها محمود منذ 5 شهور لتبحث عن زوج، على أن تظل معه يرعاها ماديا ويبقي على حبه لها. ويقع إختيار سعاد على أحمد، ويقنعه الدكتور خيري بمواصلة التجربة، التي وجدها غريبة ومنفرة، ولكن شعور أحمد بالذنب السابق جعله يتردد في أى علاقة جديدة، ومع مطاردة سعاد له، وموافقة زوجها السابق، وتشجيع الدكتور خيري، يتزوج أحمد من سعاد خوفاً من تكرار ما حدث من انتحار منى. لا يستطيع أحمد مواصلة المشوار، فيهرب من سعاد التي تقدم على الانتحار، وينقذها أحمد ويبلغ محمود الذي يظن أنها لم تحتمل فراقه، ويوافقه أحمد على ذلك رفقا بمشاعره، ولكن محمود يكتشف الحقيقة، ويطلب من سعاد أن تلحق بأحمد.

## وصلات خارجية
- امرأة للحب على موقع الدهليز
- امرأة للحب على موقع قاعدة بيانات الأفلام العربية
- امرأة للحب على موقع قاعدة بيانات الفيلم (الإنجليزية)
- امرأة للحب على موقع ليتربوكسد (الإنجليزية)
- امرأة للحب على موقع الدهليز
- امرأة للحب على موقع كاروهات

https://www.lavanguardia.com/peliculas-series/peliculas/movie-746215 امرأة للحب (فلم)
https://cuevana4.la/peliculas/%D8%A7%D9%85%D8%B1%D8%A3%D8%A9-%D9%84%D9%84%D8%AD%D8%A8-1746215Z/ امرأة للحب (فلم)